# Plombières-les-Bains
Plombières-les-Bains là một xã trong vùng Grand Est, thuộc tỉnh Vosges, quận Épinal, tổng Plombières-les-Bains. Tọa độ địa lý của xã là 47° 58' vĩ độ bắc, 06° 27' kinh độ đông. Plombières-les-Bains nằm trên độ cao trung bình là 456 mét trên mực nước biển, có điểm thấp nhất là 335 mét và điểm cao nhất là 576 mét. Xã có diện tích 27,20 km², dân số vào thời điểm 1999 là 1906 người; mật độ dân số là 70 người/km².

## Thông tin nhân khẩu
| 1962  | 1968  | 1975  | 1982  | 1990  | 1999  |
| ----- | ----- | ----- | ----- | ----- | ----- |
| 2.701 | 2.770 | 2.486 | 2.297 | 2.084 | 1.906 |

## Nhân vật nổi tiếng
- François-Louis Français (1814-1897)